# Cristian Gordillo
Cristian Gordillo Moreno  (22 de febrero de 1990). Es un futbolista mexicano que juega en la demarcación de delantero en el FC Juárez del Ascenso MX.

## Clubes
| Club                    | País   | Año             | Partidos | Goles |
| ----------------------- | ------ | --------------- | -------- | ----- |
| Monarcas Morelia        | México | 2010            | 2        | 0     |
| Mérida FC               | México | 2010            | 8        | 1     |
| Atlante UTN             | México | 2011            | 7        | 0     |
| Monarcas Morelia Sub-20 | México | 2011            | 7        | 2     |
| Bravos de Nuevo Laredo  | México | 2012            | 12       | 3     |
| Reynosa Fútbol Club     | México | 2012            | 2        | 0     |
| Delfines del Carmen     | México | 2013            | 6        | 0     |
| Atlético San Luis       | México | 2013-2014       | 27       | 2     |
| Club Necaxa             | México | 2014-2015       | 8        | 0     |
| Celaya Fútbol Club      | México | 2015-2016       | 8        | 1     |
| FC Juárez               | México | 2016 - Presente | 4        | 0     |

## Títulos

### Campeonatos nacionales
| Título                    | Club   | País   | Año           |
| ------------------------- | ------ | ------ | ------------- |
| Liga de Ascenso de México | Necaxa | México | Apertura 2014 |

### Resumen estadístico
| Competencia                | Partidos | Goles |
| -------------------------- | -------- | ----- |
| Primera División de México | 2        | 0     |
| Segunda División de México | 35       | 5     |
| Copa MX                    | 11       | 0     |
| Torneo Sub-20 de México    | 33       | 5     |
| Ascenso MX                 | 23       | 2     |
| Total                      | 104      | 12    |